# خلط‌های چهارگانه

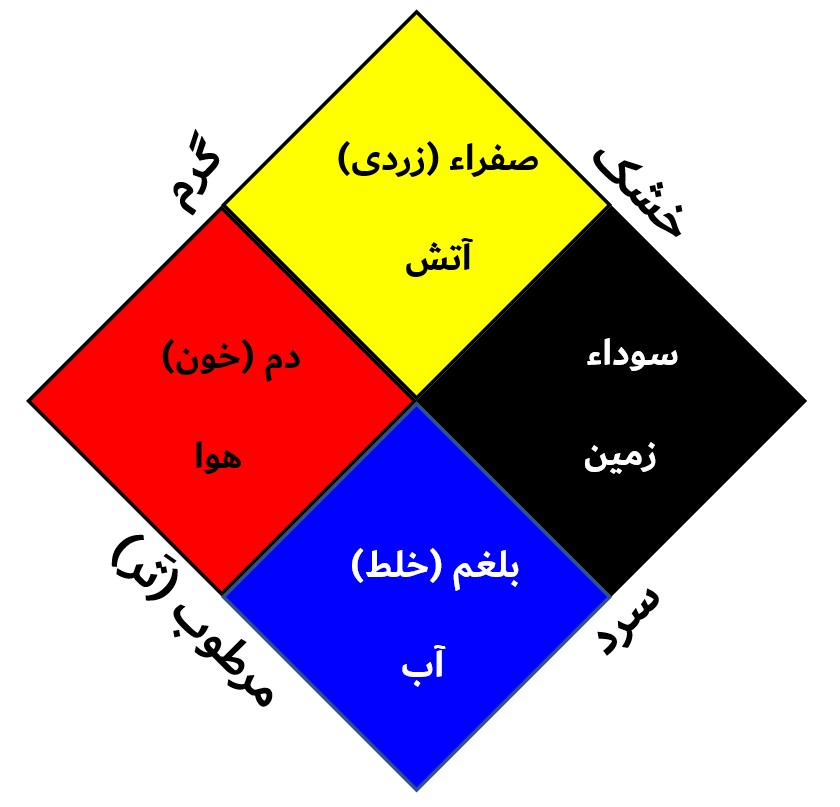
خِلط‌های چهارگانه و مزاج‌ها: دم (گرم و تر)، صفرا (گرم و خشک)، سودا (سرد و خشک)، بلغم (سرد و تر)

خِلط‌های چهارگانه یا اخلاط اربعه یا گشن‌های چهارگانه عبارتند از خون، زردآب، سودا و بلغم.

## تعریف
خلط ماده‌ای رطوبی و روان است. غذا در اولین مرحله از هضم به خلط تبدیل می‌شود و این خلط‌ها دو نوع هستند:
۱- خلط نیک، خلطی که می‌تواند به تنهائی یا به همراه خلطی دیگر، جزئی از اجزای تشکیل دهنده مزاج شود و خود را همانند آن نماید تا بتواند مواد تحلیل رفته مزاج را جبران کند.
۲- خلط بد: خلطی است زائد و اضافی، بی‌مصرف و تباه که قابلیت تبدیل به خلط نیک را ندارد، مگر در شرایط نادر، و لازم است برای حفظ سلامتی بدن، تن را از وجود او پاک کرد.

## اخلاط چهارگانه

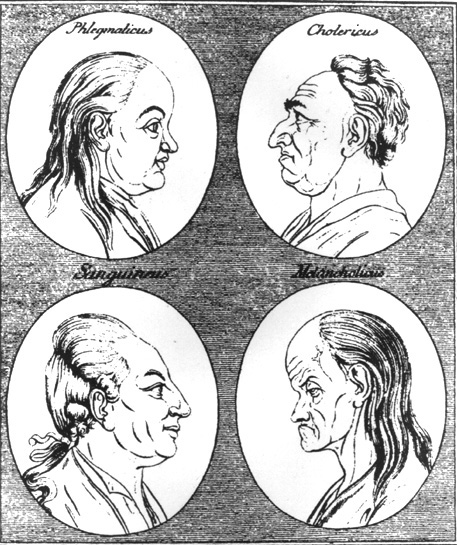
تصویر قرن ۱۸ از چهار مزاج: بلغمی و وبا در بالا، سانگوئن و مالیخولیک در پایین

مقدار و نسبت ترکیب این اخلاط در بدن هر شخصی و در اندام‌های هر فردی، یکی از چهار طبع یا مزاج گرم، سرد، تر و خشک را به‌وجود می‌آورد؛ این نظریه ریشه و اساس طب اخلاطی است؛ یعنی اگر کسی سوخت و ساز بدنش بالا باشد مزاجش گرم است. اگر شخصی رطوبت بدنش زیاد باشد مزاجش مرطوب است و افرادی هم دارای مزاج سرد یا مزاج خشک هستند. البته مزاج افراد معمولاً ترکیبی از دو مزاج است؛ مانند کسی که بدنش در هنگام لمس گرم و مرطوب است دارای مزاج گرم و مرطوب می‌باشد و افرادی هم داری مزاج گرم و خشک، سرد و مرطوب یا سرد و خشک می‌باشند. مزاج‌شناسی (temperamentology) یک نوع تخصص در طب سنتی ایران است.
اخلاط جمع واژه خلط است. طب سنتی رایج ایران نیز بر پایه طب اخلاطی است. و نیز از هر کدام از خلط‌های فوق طبایع و مزاج‌های چهارگانه به وجود می‌آید و به همین منوال هر کدام از طبایع مثال جهان بیرون و نماینده فصل‌ها و عناصر چهارگانه موجود در طبیعت هستند.
به ترتیب: خون که گرم و تر است بمثابه فصل بهار و باد،
صفرا که گرم و خشک است بمثابه تابستان و آتش،
سودا که سرد و خشک است به مانند پاییز و خاک
و بلغم که سرد و تر است همانند زمستان و آب.
عناصر چهارگانه به ترتیب عبارتند از: آب، هوا، خاک و آتش هستند. استادان فلسفه می‌گویند که طب اخلاطی بخشی از فلسفه بوده و بنابراین طب سنتی برگرفته از طبیعیات فلسفه است. تاریخ طب سنتی ایران نشان می‌دهد که بیشتر پزشکان سنتی فیلسوف بوده‌اند (مانند ابن سینا و رازی).
در طب سنتی مراحل هضم غذا به چهار مرحله تقسیم می‌گردد که آن را گوارش چهارگانه (هضم‌های اربعه) می‌نامند، در اثر این فرایند با هضم غذا خلط‌های چهارگانه صفرا، خون، بلغم و سودا به‌وجود می‌آیند که این مواد به آرامی جذب بافت‌ها و یاخته‌ها (سلول) می‌شوند.

## مراحل گوارش چهارگانه
1. گوارش در شکم (هضم معدی) که خوراک تبدیل به مایعی بنام کشکاب (کیموس) می‌شود، این مایه از راه سیاه رگ باب (Port)، به کبد می‌رود.
2. گوارش مرحله دوم گوارش کبدی است که کشکاب طی مراحلی در کبد تبدیل به خلط می‌گردد (همان چهار مایع روان و سیّال خون، صفرا، بلغم و سودا)
3. هضم در عروق (تغییرات مواد در جریان خون)، خلط از راه رگها به سوی اندام مربوط می‌رود.
4. گوارش در اندام‌ها (بافت‌ها)، خلط آماده جذب و تبدیل شدن به اندام مربوط می‌شود.

مواد زائد گوارش اول (مدفوع) از روده، مواد زائد گوارش دوم (ادرار) از نفرون (کلیه)ها . مواد زائد گوارش سوم و چهارم (عرق، چرک، مو، ناخن، ترشّحات گوش و بینی و غیره) از راه‌های مختلف از بدن بیرون می‌روند. اختلال در دفع مواد زیاد هر یک از این مراحل چهارگانه سبب بروز بیماری می‌شود.
برای تولید خلط‌های خوب (خلط جَیِد) دو شرط وجود دارد: ۱. سالم بودن غذا. ۲. سالم بودن جگر.
کشکاب سالم که منشأ تولید اخلاط و باعث حفظ سلامتی بدن است در اثر خوردن خوراک سالم و مناسبِ سن و سال و مزاج به وجود می‌آید.
به زبان طب جدید اگر تعادل مواد موجود در خون مثل: چربی‌ها (لیپیدها)، قندها و ادرار ترش به هم بخورد بیماری چربی خون (هایپرلیپیدمی)، مرض قند (هایپرگلایسمی) و نقرس به وجود می‌آید. اگر عملکرد طبیعی هر یک از اندام‌های بدن مختل شود، آن اندام دچار سوء مزاج می‌شود و مثل سوء مزاج معده یا جگر. اختلال در تولید اخلاط یا مربوط به غذای مصرفی است یا اختلال در عملکرد کبد یا معده یا اشتراک منفی چند مورد.
اختلال در عملکرد طبیعی هر کدام از اعضا مسبب سوء مزاج در آن عضو می‌باشد. شناخت سوء مزاج‌ها و راه درمان آن‌ها در مراحل ابتدایی راهگشای بسیاری از مشکلات بهداشت عمومی و بیماری‌ها است.

## سوء مزاج
خلط، رطوبتی است داخلی و در جریان و جایگاه طبیعی آن رگ‌هاست و اندام‌هایی که میان تهی باشند مانند معده و جگر و سپرز و زهره و این نوع از خلط از غذا بدست آمده و بعضی خلط‌ها خوبند و بعضی بد هستند. آنچه نیک باشد، آنست که اندر تن مردم اندرفزاید و به بدل آن تری‌ها که خرج می‌شود، بایستد و آنکه بد باشد، آنست که به این کار نشاید و آن، آن خلط باشد که تن از او پاک باید کرد به داروها؛ و خلط‌ها چهارگونه است: خون است و بلغم و صفرا و سودا. تب‌ها و بیماری که از خلط‌های لزج و فاسد تولد کند.

## تاریخچه
مکتب طب اخلاطی قرن‌ها در سراسر کشورهای جهان حاکم بر اصول علم طب بوده و پزشکان دنیا کم و بیش از آن پیروی می‌کردند. در چند قرن اخیر نیز، همچنان دانشمندان در دنیا همان مکتب را که بر اساس مایعات درونی بدن استوار بوده ادامه داده و ضمن تغییرات نامحسوس و تدریجی، به زبان انگلیسی ترجمه و منتشر کرده‌اند.
کشورهای غربی علاقه‌مند هستند که طب اخلاطی را به مصر باستان و سپس به بقراط منسوب کنند در حالیکه مسلماً پیش از ایشان نیز وجود داشته و بقراط یا مصری‌ها اصول آن را از پیشینیان اقتباس کرده‌اند. اطباء و حکما به چهار عنصر (خاک، آب، هوا و آتش) و چهار خاصیت این عناصر (گرمی، سردی، تری و خشکی) معتقد بوده و به وجود چهار مایع اصلی در بدن انسان و حیوانات قائل بودند که آن‌ها عبارتند از: خون (گرم و تر)، بلغم (سرد و تر)، صفرا (گرم و خشک) و سودا (سرد و خشک)، و دخالت این چهار مایع را در کلیه حالات بدنی اعم از تغییرات طبیعی بدن و پیدایش بیماری‌ها و بهبود حال بیماران مؤثر دانسته و می‌گفتند: هر گاه این چهار مایع به نسبت طبیعی و متعادل با یکدیگر در بدن وجود داشته باشد بدن سالم است، ولی اگر یکی از این مایعات یا چند تا از آن‌ها از نظر کمّی (نسبت به سایر اخلاط) یا از نظر کیفی متحمل تغییراتی شوند - خواه این تغییرات بعلت سوء تغذیه یا تنفس هوای فاسد یا بواسطه شدت گرمای هوا باشد که در این صورت آنچه از بدن دفع می‌شود افزایش پیدا نموده یا بالعکس فضولات در بدن متراکم می‌گردند - تعادل این مایعات برهم خورده، و در این حال ساختمان طبیعی بدن تغییر کرده و مواد مختلفی به‌وجود می‌آید که طعم آن‌ها تلخ، شور، شیرین، ترش یا بی طعم می‌باشد و بر حسب کم و بیشی مقدار یا کیفیت آن‌ها کم و بیش زیان‌آور می‌گردند، و به این ترتیب لاغری شدید بروز می‌کند.
نه تنها با غلبه یک، دو یا سه نوع از اخلاط بیماری بروز می‌کند، بلکه در سنین مختلف نیز بر حسب وضعیت جسمانی غلبه یکی از اخلاط محرز است. بدین سبب ما می‌توانیم بر حسب سن بیمار، نوع خلط غالب را در خصوص تشخیص بیماری فعلی در نظر آوریم. البته درمان بیماری‌های عارض شده را نیز، از این طریق می‌توان آسان‌تر انجام داد.
قدیمیان معتقد بودند که طبیعت برای اصلاح حال بدن چند راه را انتخاب می‌کند:
1. یکی از آن‌ها تغییراتی است که در اثر عکس‌العمل طبیعی در داخل بدن انجام گرفته و هدفش این است که بدن را به حالت و طبیعت اصلی خود برگرداند و این عمل را تعدیل نامیده و داروهایی که برای انجام این منظور بکار می‌بردند محلل می‌نامیدند.
2. در حالت دوم طبیعت به ترتیب دیگری عمل می‌کند و آن این است که خلط را اگر غلیظ شده باشد رقیق و اگر رقیق شده باشد غلیظ کرده و از بدن دفع می‌نماید، و این عمل را نضج اخلاط می‌گفتند[۱۵] و معتقد بودند این عمل بعلت دخالت قوه مدبره بدنی یا تدبیر که آن را طبیعت می‌نامیدند انجام می‌گیرد و آن را به قوه‌ای نسبت می‌دادند موسوم به نیروی حیاتی.[۱۶]

عمل نضج مواد توأم با حالاتی کم و بیش خطرناک در بدن بوده و منتهی به حالتی بنام بحران می‌شود که گاهی سرانجام آن به نفع بدن و زمانی وخیم و خطرناک می‌باشد و در این بحران مواد زائد از بدن دفع شده و اگر منجر به سلامت بیمار گردد، مواد زائد از راه مدفوع و عرق و ادرار یا قی دفع می‌شود، اگر طبیعت قادر به دفع اخلاط فاسد نباشد، این مواد به جای این که از بدن دفع شوند متوجه اعضاء و احشاء داخلی بدن شده و تولید رسوب مضرّی در اعضاء مزبور می‌نمایند، ولی غالباً کلیه اجزاء بدن بعلت ارتباط عملی صمیم که با یکدیگر دارند مانند عامل واحدی اثر کرده و در عمل نضج یا بحران شرکت می‌نمایند و اگر بحران مساعد باشد بیمار بهبود می‌یابد.
اکثر امراض در اثر غلبه یا ضعف اخلاط اربعه بروز می‌نماید. غلبه مقدار آن‌ها حالت پر شدگی و افزایش حجم را ایجاد می‌کند که به زبان تازی آن را امتلاء می‌گویند (امتلاء به زبان تازی یعنی پر شدن، مانند امتلای معده). واژه امتلا را در زبان لاتین لوکاس پلتور می‌گویند که آن هم به معنی پر شدن است. در اصطلاح پزشکی سنتی اروپا کسی را که دچار پرخونی باشد و به این سبب رنگ چهره‌اش گلگون (florid complexion) شده باشد، می‌گویند که دچار (پلوترا) شده است. در هر یک از این اخلاط ممکن است عفونت پیدا کرده و آثار آن در تمام بدن ظاهر شود، همچنین تحت تأثیر بعضی عوامل اخلاط بدن ممکن است گرمتر، سردتر، خشک‌تر، ترتر، شیرین‌تر، شورتر، عفص‌تر، ترش‌تر از آنچه در حال طبیعی هستند بشود. در بعضی از مقالات طب سنتی اعلام شده است که: همان‌طور که پزشکان امروزی بیماری کم‌کاری غده سپری (Thyroid gland) را تشخیص می‌دهند، پزشکان نیاکان (اطبا سنتی) نیز بی‌کفایتی‌های خفیف غده درقی (سپری) را تشخیص می‌دادند؛ زیرا همان‌طوردکه در پزشکی دوران نو (طب عصر جدید) بالا بودن سوخت و ساز پایه (Basal metabolism) را از نشانه‌های این بیماری می‌شناسند، پزشکان نیکان نیز گرمی مزاج بیمار را تشخیص داده و به درمان این بیماری اقدام می‌کردند، می‌توان چنین گفت که طبقه‌بندی امراض براساس مزاج، گرمی و سردی با نظریه سوخت و ساز پایه مشابهت دارد. به عنوان مثال در کتاب کامل الصناعه (تألیف علی ابن‌عباس مجوسی اهوازی، که هزار و صد سال پیش) نیز چنین نوشته شده است: "فمن علامات البدن الحار ان یکون صاحبه ذکیاً فطناً و متی کان البدن بارد فان صاحبه یکون بلیداً قلیل‌الفهم (اهوازی)." یعنی: کسی که مزاجش گرم است، ذکی (باهوش) و فطن (تیزبین) می‌باشد، و کسی که مزاجش سرد است بلید (کند ذهن) و قلیل‌الفهم (کم فهم) است. مشابه این مطلب در پزشکی جدید: کم‌کاری غده تیروئید در کودکان با علائمی مانند اختلال رشد، کاهش تمرکز و اختلالات هوش همراه است. هورمون تیروکسین که از این غده ترشح می‌شود نقش مهمی در سوخت و ساز بدن دارد. رشد و تمایز یاخته‌ها (سلول‌ها) به ویژه یاخته‌های مغزی، استخوانی و ماهیچه‌ایی و تمام سلول‌های بدن وابسته به هورمون‌های غده سپری است.